# Telegarden
Telegarden (англ.) — сетевой телероботический проект, позволявший пользователям интернета удаленно управлять роботической рукой Adept-1, которая возделывала сад.

## История
Проект был запущен командой из Университета Южной Калифорнии под руководством Кена Голдберга, исследователя в области автоматизации и робототехники, ранее создавшего первого робота с веб-интерфейсом, и Джозефа Сантарромана, на тот момент известного своими видеоинсталляциями, в 1995 году. Они предлагали рассматривать Telegarden как проект, бросающий вызов представлениям об Интернете и исследующим пост-номадическое сообщество, где выживанию способствует совместный труд. В этом смысле Telegarden заставляет повторить неолитическую революцию, отказавшись от кочевого образа жизни в пользу сельскохозяйственного измерения, и связан с понятием Территории, разработанным Пьером Леви в рамках его теории четырёх антропологических пространств, но призван не заменить практику реального садоводства, а стать стимулом для его переоткрытия.
Кроме того, по словам Кена Голдберга, Telegarden поднимает вопросы, связанные с «телеэпистемологией», то есть с изучением природы знаний, полученных через Интернет, так как пользователи не могут получить полную уверенность, что именно их действия обеспечивают рост сада, а не авторов проекта. Возобновлению неверия способствовал и способ трансляции действий пользователей: камера была закреплена на роботической руке и вместо постоянно обновляемого видео транслировала статичные кадры, сопровождавшие каждое её новое движение, что свидетельствовало об относительности временного разрешения, требуемого для каждого вида теледействия.
За первый год своей работы проект привлек более 9000 пользователей, зарегистрировавшихся для коллективного садоводства. В сентябре 1996 инсталляция переехала в центр Ars Electronica в Австрии, где планировала работать ещё год, но оставалась активной вплоть до августа 2004 года. За 9 лет работы проекта больше ста тысяч человек посетили инсталляцию и более десяти тысяч пользователей зарегистрировались на сайте, образовав подобие социальной сети, в которой начали защищать свои растения и их территорию от чужаков.

## Устройство
Инсталляция представляет собой роботизированную руку, центрированную на белом, похожем на стол постаменте, окруженную небольшим садом. Множество ярких и зеленых цветов, высаженных вокруг руки, заметно контрастируют с её высокотехнологичным дизайном. Над садовым участком находится лампа солнечного света, обеспечивающая искусственный дневной свет. Пользователи регистрируются в качестве участников сообщества, входят на веб-сайт Telegarden и удаленно заботятся о растениях. Так же, как Нам Джун Пайк, Брюс Науман и Гэри Хилл расширили пространства видео-арта от экрана до трехмерных скульптур, Telegarden преодолевает разрыв между вирутальным пространством нет-арта и физическим пространством галереи, размещаясь в Центре Ars Electronica.

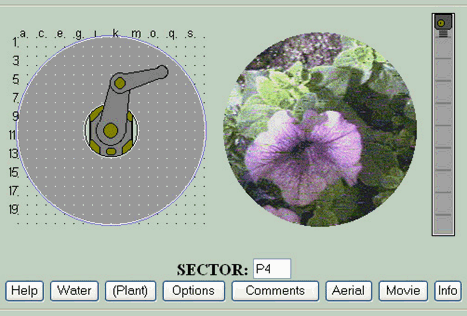
Скриншот сайта проекта, на котором отображаются основные возможности по работе в саду

Веб-сайт проекта обеспечивал пользователей информацией о состоянии сада, а также общими сведениями об уходе за растениями. Изображение, которое появляется на экране, представляет собой схему сада, обновляющуюся в режиме реального времени; рядом с этой ней виден реальный снимок участка сада, схватываемый видеокамерой, установленной на конце роботизированной руки. Нажав на любую точку схемы, робот перемещается в положение, указанное пользователем, и делает снимок, который через несколько секунд становится видимым на экране пользователя. Сад открыт для всех гостей, но зарегистрированные пользователи получают привилегии: право на полив, мониторинг роста и пересадку. Также участники могут общаться друг с другом, обмениваясь советами и комментариями, в чате «Деревенская площадь».
Кроме того, пользователи узнают о присутствии других, участвуя в поливке растений, когда слышат специальный звуковой сигнал, оповещающий, что одно из предыдущих растений было кем-то пропущено.
Огромный интерес со стороны пользователей убедил авторов всего через год после запуска проекта начать регулировать посев. Привилегии по выращиванию предоставлялись в зависимости от количества установленных контактов, свидетельствующих о привязанности к саду, и регистрации в качестве участника. В саду стали необходимыми постоянная температура и освещение, состоящее из солнечного света, а также света, искусственно создаваемого лампами, в течение пятнадцати часов в день. Также проводилось периодическое обслуживание: прополка, обрезка и пересадка, когда рост становился слишком интенсивным, и полная замена почвы каждые шесть месяцев.

## Художественный смысл
Голдберг называет Telegarden живой моделью социального взаимодействия на небольшой планете, чья организация и жизнедеятельность зависит от правильного сочетания технологического и органического факторов. Развитие растения имеет скорость, которая, в отличие от информационных систем, биологически обусловлена; так Telegarden подчеркивает свойства двух противоположных реальностей, живого организма и техники, чтобы после соотнесения друг с другом они объединялись во взаимном обмене, поддерживая друг друга. Процесс удаленного ухода за растениями побуждает пользователей экспериментировать с обоими из этих реальностей и открывает новый способ интерпретации как старой практики садоводства, так и возникшей относительно недавно практики сетевого фланёра. Сад, который характеризуется стабильным расположением в определённом месте и медленной биологической динамикой роста, Голдберг доверяет Интернету, не имеющему ни пространственных ограничений, ни остановок в движении, распространении и обновлении информации.
Неизбежные действия со стороны персонала, осуществляемые не через интернет, а непосредственно над инсталляцией, так как набор движений роботизированной руки был ограничен, заставили некоторые группы скептически настроенных пользователей предположить, что либо команды, передаваемые через интернет, подменяются на стороне инсталляции, либо же сада не существует, и сайт передает только набор заранее созданных изображений. В своем ответе Голберг подчеркнул значимость вопросов, возникающими в связи с Telegarden и истинностью технологически опосредованного восприятия, и сравнил их с гносеологическими проблемами, поднятыми телескопом и микроскопом и «вдохновившими метод сомнений Декарта».

## Галерея

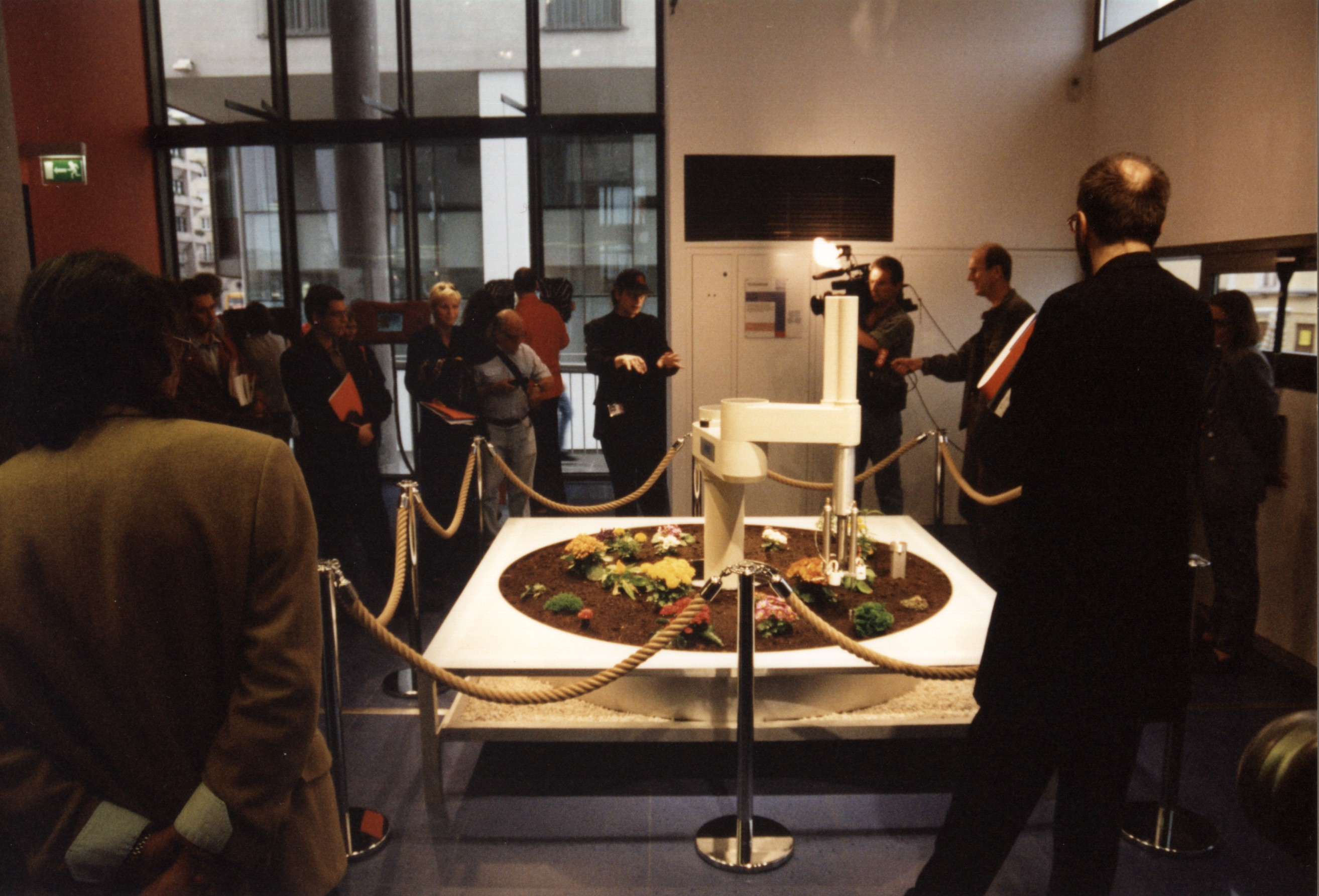
Telegarden на первом этаже Ars Electronic. Директор центра Герфрид Стокер объясняет принцип работы инсталляции
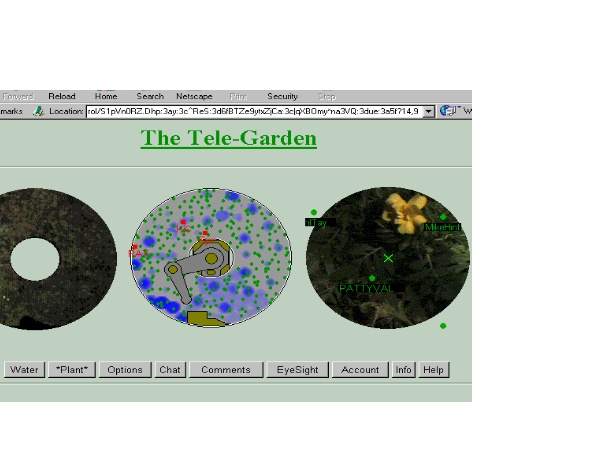
Скриншоты сайта с демо-режимом работы инсталляции
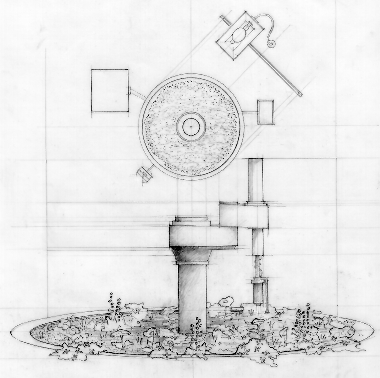
Первая зарисовка устройства
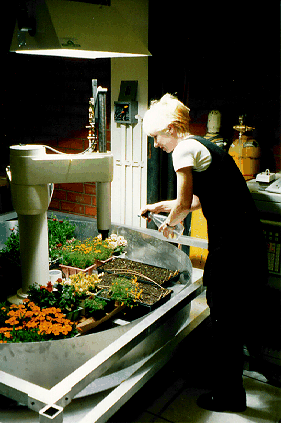
Персонал обслуживает инсталляцию
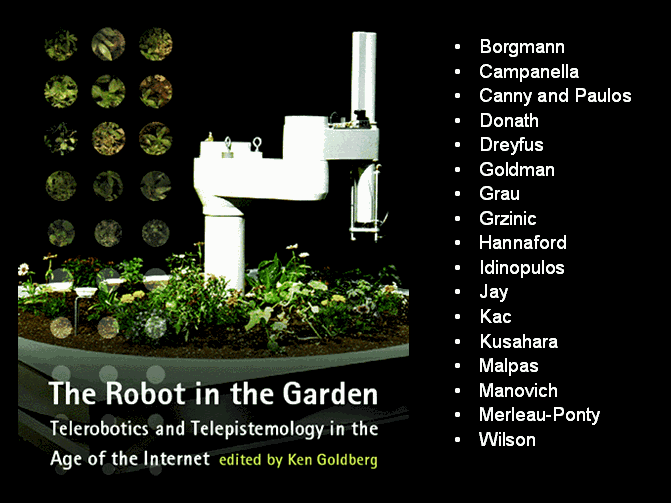
Telegarden как иллюстрация телеэпистемологического проекта Голдберга